# Eublemma respersa
Eublemma respersa är en fjärilsart som beskrevs av Jacob Hübner 1790. Eublemma respersa ingår i släktet Eublemma och familjen nattflyn. Inga underarter finns listade i Catalogue of Life.